# 葉青 (臺灣)
葉青（1947年11月1日—），小名阿雲，苗栗縣人，歌仔戲名伶，行當為小生，尤擅於較為冷峻的角色。在家中排行第四。繼父杜清駿為高雄縣岡山鎮地區戲班胡琴弦手，母親葉月英則為小旦。

## 簡介
葉青自幼即隨家族戲班四處奔走，登台跑龍套，串場童生。
入小學後，脫離戲班，由外婆接回苗栗。小學畢業後，又返高雄岡山，前往台南工作，曾於台中大明補校受兩年教育，誦讀《三字經》等漢文童蒙書籍，矯正臺語發音。曾相繼從事百貨行、雜貨店、米店店員。當時台語電影風行，葉青18歲時投入拍片，拍攝了五、六十部的電影，拜廖五常為師，練習拳腳武打身段。
1969年，經柳青推薦，加入中國電視公司歌仔戲團，首演「花田錯」，正式走入電視歌仔戲演藝生涯。受石文戶、劉鍾元、陳聰明等人調教。
1972年，葉青加入台灣電視公司聯合歌仔戲團，相繼演出「七俠五義」、「西漢演義」、「三國演義」等戲碼。在「三國演義」戲中以坤生扮演關公，實為特例。
1982年，葉青加入中華電視台，與狄珊等人組「神仙歌仔戲團」，結合郭美珠、林美照、許儷齡、陳昇琳、石惠君、狄鶯、林夢梅、連明月等人，狄珊編劇，合演華視《葉青歌仔戲》，首演劇目為「瀟湘夜雨」。
1984年挖掘楊懷民參與「孟麗君」演出，擔綱皇甫少華一角。此一起用，造就楊懷民為電視歌仔戲至今唯一乾生，華視《葉青歌仔戲》自此多走「雙生、雙旦」的劇情軸線。而楊懷民原習京劇，使歌仔戲演出於身段、搬演更具戲味。
狄珊編劇初期偏於武俠風格，而後藉由聲光特效，逐步走向神話奇情類型，形成電視歌仔戲中「葉派」風格。
1985年後也從傳統歷史演義、古典小說汲取，編成劇目。
葉青歌仔戲演出，一向深具文學風格，在歌仔戲原有庶民趣味中，獨具特色，頗受台大中文系教授曾永義好評。於1988年、1990年、1991年獲得金鐘獎歌仔戲獎項。
1993年，以「冉冉紅塵」登上國家戲劇院舞台，為葉青少數舞台歌仔戲作品。
2001年，改編《桃花扇》，於公共電視台演出「秦淮煙雨」，受到矚目。
2015年，被親民黨列入全國不分區立委名單，排名第七位，但因2016年中華民國立法委員選舉，親民黨政黨票得票率僅6.52%，未能當選。

## 生平

### 童年時期
外婆是苗栗縣平埔族，外公則是從廣東到臺灣討生活的漢人，三十多歲便因貧病過世。葉青的外婆不得已，將大女兒送去學戲，等到她自組戲班，就帶最小的女兒（葉青的母親葉月英）去幫忙照顧孫子。葉青的母親後來也學戲，扮演小旦（葉青的姐姐則演小生），並在戲班完成終身大事。生育二男二女後，葉青的生父於三十多歲因病去世，當時排行第四的葉青還在襁褓之中。為了生活，葉青的母親將第二個兒子送人，並經人撮合，與當時在歌仔戲界小有名氣的弦吹師傅「清駿師」再婚。葉青的童年就是在隨戲班到處表演中度過的。
小時候的葉青和姨媽很親近，常跑去姨媽的戲班玩，需要童生串場或臨時找不到人跑龍套時，姨媽會叫她上台充數。因為葉青頗有戲胞，母親、姨媽及戲班老師都希望她留下來學戲，但疼愛葉青的外婆反對，堅持帶她回苗栗念小學。在啟文國小就讀期間，葉青的成績一直名列前茅，畢業時是全校前三名，在校期間則擔任班長，認真負責、有正義感，也當選過模範生，還因為個性豪爽、身材高大而成了孩子王。每逢寒暑假，葉青會到姨媽的戲班跟著跑碼頭，每天早上六點就和「綁班」的小朋友一起上課，多少打下一些基礎，漸漸地，姨媽開始會派比較需要演唱的角色讓她上台。

### 少女時期
由於外婆籌不出學費，葉青十三歲就告別學生生涯，回到岡山和父母居住。但葉青不喜歡做家事，寧願到外面工作，相繼做過百貨店、雜貨店、米店店員。當時姨媽的戲班生意興隆，一再慫恿她改唱歌仔戲，但葉青覺得戲班生活不穩定，就沒有答應。 
在苗栗念小學的六年期間，葉青都以國語或客語交談，回到岡山時臺語說得怪腔怪調，因此後來她到台南縣「海埔仔厝」當百貨店店員時，就利用晚上沒班的時間，到台中大明補校念了兩年《三字經》等漢文童蒙書籍，矯正臺語發音，為之後的歌仔戲咬字、吐音、行腔等奠立良好基礎。由於這個緣故，葉青後來特別建議復興劇校歌仔戲科加入漢文課程。她認為一個演員不能只懂戲劇本身，也要對文言詞彙有所了解，才能擴展演出層面，使表達出來的內容更豐富。
註：除了早期上私塾補校充實自己，後來每要演出一個歷史人物，葉青都會事先閱讀大量相關資料，以在演出時捕捉其個性神韻。這份用功使許多導演都願意提攜她。
葉青從小外向、好動而頑皮，和姐姐一直處不來，只好和哥哥弟弟玩在一起，久而久之個性變得比較男性化；加上後來長年扮演小生，無形中大伙都把她當成男人，認識她的男性都叫她「葉大哥」。「以前，我的動作很粗魯，拉大嗓門說話，放開大步走路，一點也不像個女孩。後來我發現女孩個性過份坦率隨便，不太適合。」自此，葉青改變過去的習慣，開始隨時注意各種細節，漸漸地就溫文儒雅、女人味十足了。

### 拍電影時期
葉青繼承了外婆的原住民血統，有一對明亮的眼睛及深邃的輪廓。1965年秋天，葉青探望外婆時，遇到同住苗栗的大舅孫女，也就是當時在台語片圈頗有名氣的演員江青霞。在江青霞引薦下，葉青開始做起台語片臨時演員，與台語片導演歐雲龍的女兒歐玲玉一同在三重租屋（「葉青」這個藝名便是歐雲龍所取，取其「演藝事業長青」之意）。葉青沒戲時，就去台北圓環一帶頗有名氣的拳打師父廖五常那裡幫忙賣膏藥，也因為賣藥需要，順道學了點拳腳功夫。
拍了幾年片，葉青終於在『船過水無痕』（與江南合演）首挑大樑，演一個可憐的棄婦。這次演出相當受肯定，因此她之後又陸續在『歹夫累妻』（與石軍合演）、『隨轎後』（「拖油瓶」之意，與石英合演，飾演帶著一個兒子再嫁的寡婦）、『地獄花』等片演女主角，常與台語片演員金塗、矮仔財、戽斗同台演出，也演過粵語片『雪山怪魔』（由陳寶珠女扮男裝，女主角是蕭芳芳，反派是石堅）。由於葉青有武打基礎，因此她也拍過一些武俠片，比如在『鬼見愁決鬥獨臂刀』與易原合作，飾演盲女劍客；在國語片『南刀北劍』飾演男主角田野的妻子（也是張小燕的大嫂），觀眾由此開始真正認識到「葉青」這個演員。
五零年代後，台語片逐漸走下坡，加上國語片是邵氏、國聯等公司的天下，葉青一邊到舞廳作秀賺錢，一邊暗自為將來打算。

### 踏入歌仔戲界
1969年中視開播歌仔戲，需要四組人馬輪流演出，其中一組正好缺一個小生，而葉青在拍武俠片期間認識的柳青剛好是歌仔戲團的當紅小生，想起葉青也出身歌仔戲班，就向製作單位推薦她。包括陳聰明、石文戶、劉鐘元等電視歌仔戲的重量級人物親自到歌廳看過葉青的演出後，認為以她的扮相、身高，以及在歌仔戲班成長的經歷，應該能好好琢磨培植，便決定邀葉青演出。
原本葉青相當猶豫，後來聽台語資深演員歐雲龍分析，知道電視歌仔戲比較不講究身段、台步、念白，她有電影的演出經驗及功夫底子，應該不難應付；而且這是透過電視向觀眾宣揚本土傳統藝術的好機會，才決定加入中視金龍劇團。11月首演「花田錯」（飾卞畿），扮相俊美，奠定往後反串小生的戲路。這是葉青第一次和林美照姐妹合作，林美照在戲中演小ㄚ環，和葉青配對的是姐姐林夢梅。後來，葉青與楊麗花、柳青、小明明（巫明霞）合稱為電視歌仔戲四大小生。
葉青進入電視台前三年的二十幾部戲，除了星期三是以錄影剪接的方式製作以外，其餘都是現場直播，演員得熟悉走位、台詞、台步、曲調、表演身段，以免走出鏡頭或忘詞等，使葉青在表演扎下厚實的底子。
1971年10月，葉青演出中視「桃園三結義」，首創由女性在電視上飾演關公的先例。這段期間，雖然有幾個製作人一再邀葉青參演臺語電視劇，但因為她想先專心演好小生，就沒有答應。

### 台視聯合劇團時期
1972年中視解散歌仔戲團，整個製作班底移師台視，組成聯合劇團。葉青也在製作人大力推薦下加入台視，9月推出的第一部戲「七俠五義」與楊麗花 聯合製作、主演，楊麗花演南俠展昭，葉青演錦毛鼠白玉堂。白玉堂的俊秀俠義風采，同時有些睥睨一切、小心眼的矛盾性格，讓葉青演來大呼過癮，是她最喜愛的角色之一。 
播到白玉堂獨闖沖霄樓、落入陷阱時，電視台接觀眾電話接到手軟，都是希望更改他命運的，可見這角色受歡迎的程度。由於白玉堂太搶戲，經過旁人挑撥，楊麗花心裡不舒服，葉青也很尷尬，由此產生兩人「一山不容二虎」的傳聞。不過葉青表示：「我們並沒有王不見王，是媒體給我們的封號，楊團長是我的先進、前輩，對我也很疼愛。」楊麗花則在『歌仔戲皇帝～楊麗花』一書裡說：「其實，我跟葉青之間一點問題也沒有，但因為外面這樣炒作，搞得我們也很尷尬，加上後來沒有合作機會，倒好像我們真的失和一樣。還好，後來我們有機會在私下場合碰面，聊開後，大家還是好朋友。」（P 145）楊懷民說她們私下一起打過麻將，後來楊麗花舞台公演『梁祝』、『丹心救主』，葉青也上台獻過花。
據許仙姬上節目時透露，當時聯合劇團分為三團輪流演出，楊麗花通常與許秀年，柳青通常與王金櫻，葉青通常與已逝的青蓉搭配。後來與葉青長期合作的名導演石文戶，發現葉青氣質冷峻堅毅又帶點陽剛味，便多給她一代豪傑之類的角色，編劇時甚至會在桌上放一張葉青的照片，依葉青的型和擅長的戲路來塑造角色，以讓她充份發揮。
1973年2月，葉青演出「西漢演義」，創下歌仔戲播最多集的紀錄（108集，也有說106集）。每集30分鐘的戲，由於戲紅，廣告竟佔去20幾分鐘。葉青對楚霸王項羽的詮釋也令後來的老搭檔兼名編劇狄珊印象深刻。

### 不續約事件
1977~1980年，歌仔戲從老三台消聲匿跡，葉青便隨自家開的旅行社到處遊歷。1980年在狄珊引線下，葉青與台視簽約，2月與華真真合作演出台語歌唱劇『丹桂飄香』，是葉青後來在華視演出的『斷腸紅』（1984）故事原型，大受歡迎，證明葉青人氣未曾隨淡出螢光幕而稍減；3月，葉青繼續演出台語歌唱劇「嘉慶君遊台灣」，與青蓉、許秀年、郭美珠、楊貴媚等人合作，受到觀眾熱烈喜愛，加演了三十集才告終。
1980年當時的台視專捧楊麗花，所以葉青在1981年寄出不續約存證信函；但受限於當時「三台默契」的陋規，若不能拿到台視的不續約證明，在中視與華視便難以容身。葉青自認爭的是一個「理」字，不畏自己所頂撞的是電視台長久以來最敏感的問題，依然在同年六月舉行記者會，聲明演藝人員應該有權選擇做自由演員。這事件廣獲各方戲迷支持，媒體也筆伐「三台默契」的不合理，引起行政院新聞局的重視。同年7月19日，葉青從台視拿到編號「001」的證明書，這是台灣電視史上第一張「未續約證明」。

## 演出

### 電視歌仔戲
| 年份   | 播出日期 | 頻道 | 劇名                         | 角色                   | 備註                                                                             |
| ------ | -------- | ---- | ---------------------------- | ---------------------- | -------------------------------------------------------------------------------- |
| 1969年 | 11月     | 中視 | 花田錯                       | 卞畿                   |                                                                                  |
| 1969年 | 12月     | 中視 | 雙燕歸巢                     | 李世生                 |                                                                                  |
| 1970年 | 1月      | 中視 | 雨過天晴                     | 江志文                 |                                                                                  |
| 1970年 | 2月      | 中視 | 柳燕娘                       | 薛強                   |                                                                                  |
| 1970年 | 2月      | 中視 | 明宮秘辛                     | 太子                   |                                                                                  |
| 1970年 | 2月      | 中視 | 董小宛                       | 順治皇帝               |                                                                                  |
| 1970年 | 5月      | 台視 | 鄭元和與李亞仙               | 鄭元和                 |                                                                                  |
| 1970年 | 5月      | 台視 | 望子成龍                     | 俊卿                   |                                                                                  |
| 1970年 | 12月     | 台視 | 癡情債                       | 盲劍客                 |                                                                                  |
| 1971年 | 1月      | 台視 | 王家老店                     | 韓鐵芳                 |                                                                                  |
| 1971年 | 1月      | 中視 | 孫臏下山                     | 孫臏                   |                                                                                  |
| 1971年 | 3月      | 中視 | 楊家將                       | 楊延昭                 |                                                                                  |
| 1971年 | 3月      | 中視 | 吳三桂與陳圓圓               | 吳三桂                 |                                                                                  |
| 1971年 | 4月      | 中視 | 狸貓換太子                   | 陳琳                   |                                                                                  |
| 1971年 | 5月      | 中視 | 俠義雙雄                     | 展昭、顏春敏           |                                                                                  |
| 1971年 | 6月      | 中視 | 胭脂淚                       | 文燕山                 |                                                                                  |
| 1971年 | 6月      | 中視 | 漁孃                         | 逢良、逢春             |                                                                                  |
| 1971年 | 8月      | 中視 | 孤離淚痕                     | 張顯陽                 |                                                                                  |
| 1971年 | 8月      | 中視 | 郭子儀                       | 郭子儀                 |                                                                                  |
| 1971年 | 10月     | 中視 | 桃園三結義                   | 關公及趙子龍           | 這是台灣電視史上首度由女性飾演關公。                                             |
| 1971年 | 11月     | 中視 | 孝子雪冤記                   | 韓少山                 |                                                                                  |
| 1971年 | 12月     | 中視 | 悲歡情天                     | 張志堅                 | 該劇為石文戶採紹興劇所製作。                                                     |
| 1971年 | 12月     | 中視 | 朱洪武與劉伯溫               | 劉伯溫                 |                                                                                  |
| 1972年 | 2月      | 中視 | 樊梨花                       | 薛剛                   |                                                                                  |
| 1972年 | 9月      | 台視 | 七俠五義                     | 白玉堂                 |                                                                                  |
| 1972年 | 12月     | 台視 | 薛仁貴征東                   | 薛仁貴                 |                                                                                  |
| 1973年 | 2月      | 台視 | 西漢演義                     | 項羽、漢惠帝之弟劉如意 |                                                                                  |
| 1973年 | 4月      | 台視 | 三國演義                     | 關公、孔明             |                                                                                  |
| 1975年 | 1月      | 台視 | 忠孝節義圖～陸文龍           | 陸文龍                 |                                                                                  |
| 1975年 | 2月      | 台視 | 忠孝節義圖～鴛鴦燈           | 白玉飛                 |                                                                                  |
| 1976年 | 7月      | 台視 | 綿山恨                       | 介之推                 |                                                                                  |
| 1976年 | 11月     | 台視 | 大江風雲錄                   | 東方傑                 |                                                                                  |
| 1977年 | 5月      | 台視 | 趙匡胤                       | 趙匡胤                 |                                                                                  |
| 1977年 | 11月     | 台視 | 豪傑傳                       | 羅成、羅通             |                                                                                  |
| 1980年 | 2月      | 台視 | 台語歌唱劇丹桂飄香           | 杜明飛                 |                                                                                  |
| 1980年 | 3月      | 台視 | 台語歌唱劇嘉慶君遊台灣       | 嘉慶君                 |                                                                                  |
| 1982年 | 3月      | 華視 | 瀟湘夜雨                     | 冷秋湖、冷寒松         | 共30集。                                                                         |
| 1982年 | 10月     | 華視 | 灞橋煙柳                     | 燕飛卿                 | 共30集。                                                                         |
| 1983年 | 1月      | 華視 | 玉蓮花                       | 趙匡胤                 | 共30集。                                                                         |
| 1983年 | 4月      | 華視 | 岳飛                         | 岳飛及秦檜             | 共30集。                                                                         |
| 1983年 | 7月      | 華視 | 人面桃花                     | 李強、李玉麒           | 共30集。                                                                         |
| 1983年 | 9月      | 華視 | 紅鬃烈馬                     | 薛平貴                 | 共30集。                                                                         |
| 1983年 | 10月     | 華視 | 相思曲                       | 白玉飛                 | 共15集。                                                                         |
| 1983年 | 11月     | 華視 | 長青柳                       | 介之推                 | 共15集。                                                                         |
| 1984年 | 2月      | 華視 | 蛇郎君                       | 羅浮                   | 共30集。                                                                         |
| 1984年 | 4月      | 華視 | 孟麗君                       | 孟麗君                 | 共30集。                                                                         |
| 1984年 | 7月      | 華視 | 秋霜燕子飛                   | 秋玉郎                 | 共40集。                                                                         |
| 1984年 | 9月      | 華視 | 斷腸紅                       | 柳俊卿                 | 共20集。                                                                         |
| 1985年 | 3月      | 華視 | 周公與桃花女                 | 周乾                   | 共30集。 締造收視佳績。                                                          |
| 1985年 | 4月      | 華視 | 描金扇                       | 江遠峰                 | 共30集。                                                                         |
| 1985年 | 8月      | 華視 | 楊家將                       | 六郎楊延昭             | 共34集。                                                                         |
| 1985年 | 10月     | 華視 | 巫山一段雲                   | 白雪生                 | 共40集。                                                                         |
| 1985年 | 11月     | 華視 | 才子佳人系列～玉堂春         | 王金龍                 | 共3集。                                                                          |
| 1985年 | 12月     | 華視 | 才子佳人系列～蔡松坡與小鳳仙 | 蔡松坡                 | 共3集。                                                                          |
| 1985年 | 12月     | 華視 | 才子佳人系列～西廂記         | 杜確（白馬將軍）(客串) |                                                                                  |
| 1985年 | 12月     | 華視 | 才子佳人系列～花木蘭         | 賀元帥(客串)           |                                                                                  |
| 1985年 | 12月     | 華視 | 彩雲天涯                     | 敖子都                 | 共40集。                                                                         |
| 1986年 | 4月      | 華視 | 薛丁山救五美                 | 薛丁山                 | 共40集                                                                           |
| 1986年 | 6月      | 華視 | 趙匡胤                       | 趙匡胤                 | 共40集。                                                                         |
| 1986年 | 11月     | 華視 | 新七俠五義                   | 白玉堂                 | 共40集。                                                                         |
| 1987年 | 10月     | 華視 | 紅塵客                       | 海盜張七               | 共40集。                                                                         |
| 1987年 | 12月     | 華視 | 金縷歌                       | 甄宓                   | 共十集。                                                                         |
| 1988年 | 2月      | 華視 | 春江花月夜                   | 和親王（玉磐） 曾舟    | 共30集。 獲第24屆金鐘獎。                                                        |
| 1988年 | 3月      | 華視 | 陸文龍                       | 陸登、陸文龍           | 共十集。                                                                         |
| 1988年 | 9月      | 華視 | 金鵰玉芙蓉                   | 駱聖華、余鳳麟         | 共40集。                                                                         |
| 1990年 | 9月      | 華視 | 孔明三氣周瑜                 | 孔明                   | 共40集。 獲第26屆金鐘獎。                                                        |
| 1991年 | 7月      | 華視 | 秋江煙雲                     | 陸敬文、克威           | 共40集。 獲第27屆金鐘獎。                                                        |
| 1992年 | 9月      | 華視 | 玉樓春                       | 李煜                   | 共40集。 入圍第28屆金鐘獎。                                                      |
| 1994年 | 6月      | 華視 | 伍子胥過昭關                 | 伍子胥                 | 共46集。                                                                         |
| 1995年 | 10月     | 華視 | 皇甫少華與孟麗君             | 皇甫少華、歐陽俊       | 共40集。 入圍第31屆金鐘獎。 孫翠鳳演出孟麗君。                                   |
| 1996年 | 9月      | 華視 | 陳三五娘                     | 陳伯卿                 | 共40集。 入圍第32屆金鐘獎。 以台語「四句聯」的說唱道念表現台語的文字、聲調之美。 |
| 1997年 | 10月25日 | 華視 | 梁山伯與祝英台               | 祝英台                 | 共一集。 光復節特別節目                                                          |
| 1998年 | 1月      | 華視 | 薛平貴與王寶釧               | 薛平貴、魏金花         | 共40集。 入圍第34屆金鐘獎傳統戲曲類。                                            |
| 1998年 | 11月     | 華視 | 白蛇傳                       | 許仙                   | 共40集。                                                                         |
| 2001年 | 4月      | 公視 | 八點檔秦淮煙雨               | 侯朝宗                 | 共16集，每集一小時。                                                             |

### 電視劇
| 年份   | 頻道 | 劇名     | 角色   | 備註       |
| ------ | ---- | -------- | ------ | ---------- |
| 1973年 | 台視 | 大江英豪 | 張桂蘭 | 以國語演出 |

### 舞台劇
| 年份   | 公演日期        | 劇名               | 角色               |
| ------ | --------------- | ------------------ | ------------------ |
| 1987年 | 9月27、28、29日 | 八美圖             | 柳樹春             |
|        |                 | 孟麗君             | 孟麗君             |
|        |                 | 商琳與秦雪梅       | 商琳               |
| 1993年 | 10月22~25日     | 國家戲劇院冉冉紅塵 | 李志堅，共三小時。 |

## 廣告
- 大豆沙拉油
- 行政院衛生署用藥宣導

## 獲獎
| 年份   | 獲提名       | 獎項                                         | 結果 |
| ------ | ------------ | -------------------------------------------- | ---- |
| 1983年 |              | 華視獎                                       | 獲獎 |
| 1984年 |              | 台灣地方戲曲[特殊貢獻獎]                     | 獲獎 |
| 1985年 |              | 華視獎                                       | 獲獎 |
| 1987年 |              | 華視獎                                       | 獲獎 |
| 1988年 |              | 當選全省模範勞工                             | 獲獎 |
| 1988年 |              | 中華民國第一屆[傑出地方戲曲演員]金龍獎       | 獲獎 |
| 1988年 |              | 華視獎                                       | 獲獎 |
| 1989年 |              | 國際獅子會「金獅獎」                         | 獲獎 |
| 1989年 |              | 華視獎                                       | 獲獎 |
| 1989年 | 春江花月夜   | 第二十四屆金鐘獎                             | 獲獎 |
| 1991年 |              | 華視獎                                       | 獲獎 |
| 1991年 | 孔明三氣周瑜 | 第二十六屆金鐘獎                             | 獲獎 |
| 1992年 |              | 台北市政府第五屆勞工楷模「金工獎」           | 獲獎 |
| 1992年 |              | 華視獎                                       | 獲獎 |
| 1992年 | 秋江煙雲     | 第二十七屆金鐘獎                             | 獲獎 |
| 1993年 |              | 美國紐約文化局頒發[亞洲最傑出藝人獎]         | 獲獎 |
| 1993年 |              | 華視獎                                       | 獲獎 |
| 1994年 |              | 華視獎                                       | 獲獎 |
| 1995年 |              | 全美台聯會第一屆[鄉土藝術成就獎]             | 獲獎 |
| 1995年 |              | 第三屆傑出[中華文化藝術薪傳獎]               | 獲獎 |
| 1995年 |              | 華視獎                                       | 獲獎 |
| 1996   |              | 華視獎                                       | 獲獎 |
| 1997年 |              | 中華民國第四屆[十大傑出工人獎]               | 獲獎 |
| 1997年 |              | 華視獎                                       | 獲獎 |
| 2006年 |              | 當選十大經典人物                             | 獲獎 |
| 2006年 |              | 被華視員工及全國觀眾票選為華視的15位經典人物 | 獲獎 |

## 相關書籍
| 出版日期 | 書名                           | 作者           | 出版社       |
| -------- | ------------------------------ | -------------- | ------------ |
| 1994年   | 葉青戲外觀                     | 李疾主編       | 嘉禾出版     |
| 1994年   | 苦澀門與歡喜路：葉青的戲曲人生 | 李疾主編       | 嘉禾出版     |
| 2024年   | 歌仔戲千面戲王-葉青傳記        | 蔡欣欣、游寶琴 | 龍岡數位出版 |

## 早期唱片
葉青早期剛出道時，曾以藝名「葉秋雲」出過幾張黑膠唱片。
- 船過水無痕：電影船過水無痕主題曲
- 社會勸世歌：與導演歐雲龍合唱
- 三戒勸世歌/煙花女配夫：與邱鳳英合唱
- 運命天註定：與導演歐雲龍合唱
- 人生與因果：與魏世明合唱
- 勸惡修善：與魏世明合唱
- 二個某真甘苦：與導演歐雲龍合唱
- 三國誌（華容道放曹）：與魏世明合唱

## 外部連結
- 葉青戲劇館